# Zabytki w Ostrowie Wielkopolskim

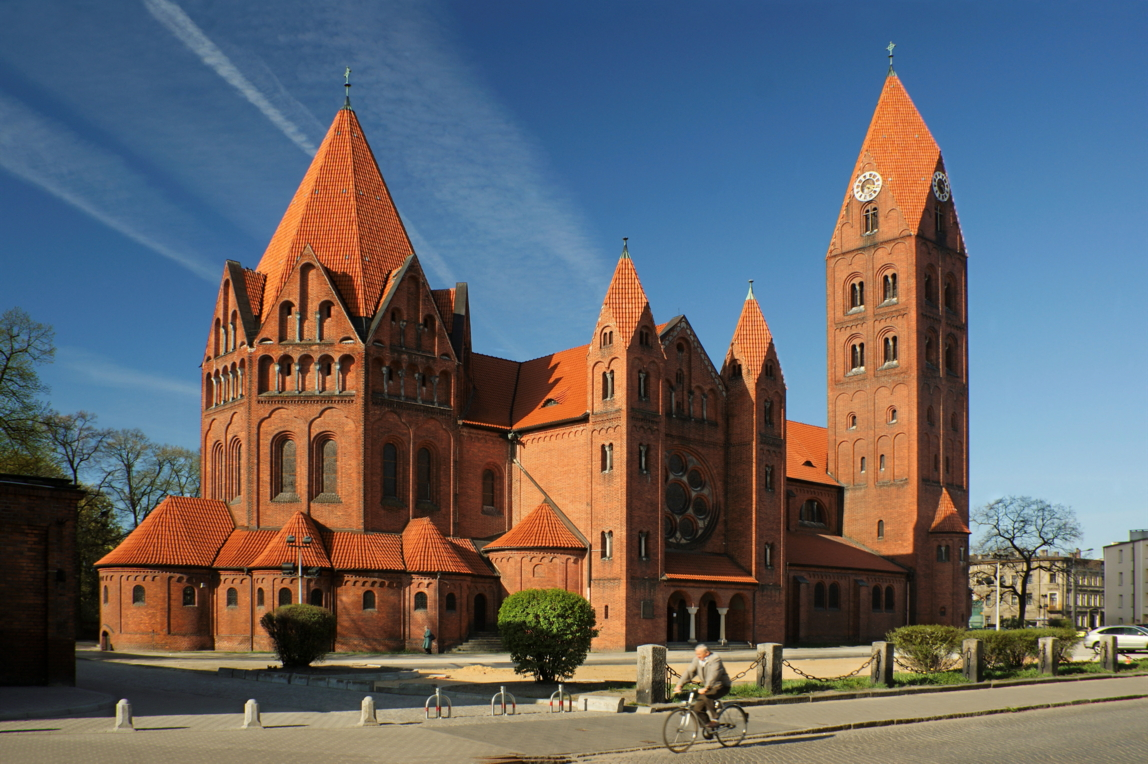
Konkatedra św. Stanisława Biskupa

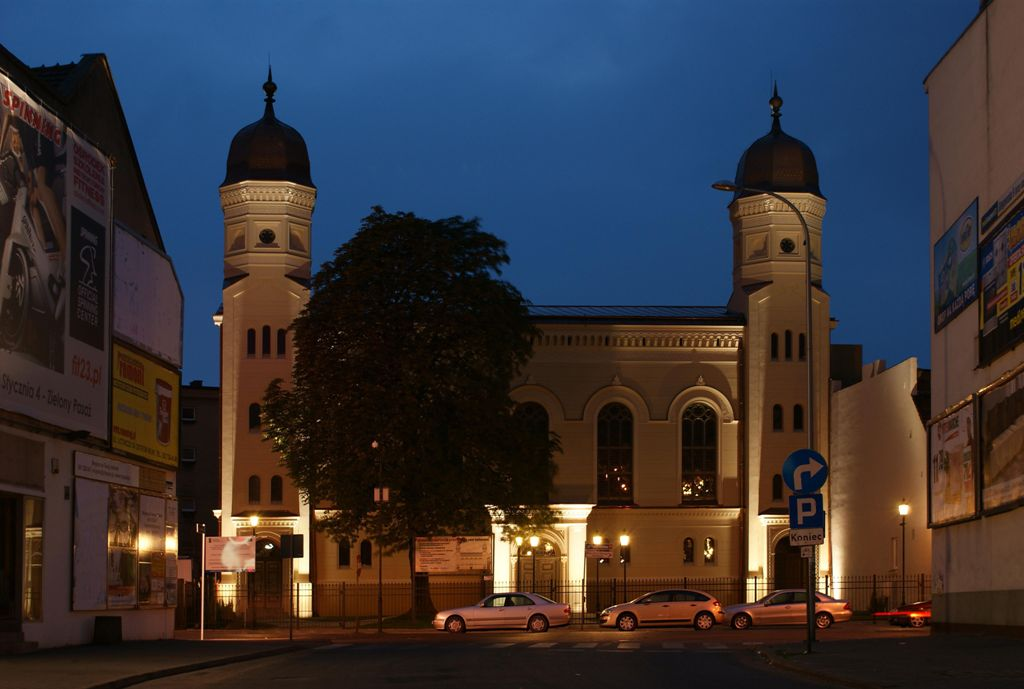
"Nowa" synagoga

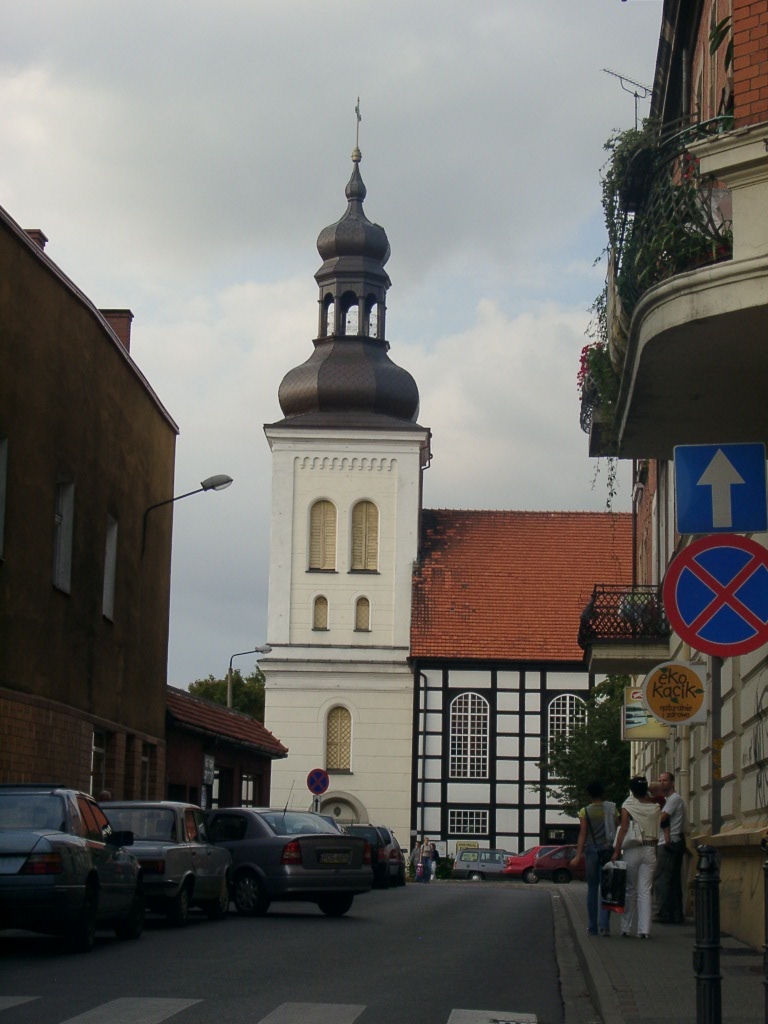
Kościół NMP Królowej Polski

Lista zabytków nieruchomych chronionych prawem, znajdujących się w Ostrowie Wielkopolskim:
- układ urbanistyczny oraz archeologiczne warstwy kulturowe, XV, XVIII,
- zespół konkatedry, (ul. Gimnazjalna / Kardynała M. Ledóchowskiego),
  - konkatedra św. Stanisława Biskupa, 1905–07
  - grota Matki Boskiej z Lourdes, 1928–33
  - cmentarz kościelny
  - murowane ogrodzenie z początku XX w.
  - Dom Katolicki, ul. Kardynała M. Ledóchowskiego 4, 1901–03
  - plebania, ul. Kardynała M. Ledóchowskiego 2, 1904
  - ogród przy plebanii, z początku XX
  - konwikt arcybiskupi, ul. Kardynała M. Ledóchowskiego 6, 1905
  - ogród przy konwikcie, z początku XX
  - wikariat, ul. Gimnazjalna 1, 1870
- kościół pw. NMP Królowej Polski, początkowo ewangelicki obecnie rzymskokatolicki, (ul. Królowej Jadwigi), szachulcowo-murowany z 1788 r., z połowy XIX,
- "Nowa" synagoga, ul. Raszkowska, 1857–60,
- „Stary” cmentarz katolicki, ul. Wrocławska, 1784–1962,
- park 3 Maja, ul. Kościuszki / 3 Maja, 1904–05,
- ratusz miejski, Rynek, 1828, 1948,
- gimnazjum męskie – obecnie I LO, (ul. Gimnazjalna 9), 1845, 1925,
- dom z oficyną przy ul. Gimnazjalna 20, 1910,
- dom przy ul. Kaliska 36, 1910,
- dom przy ul. Kaliska 63, 1900,
- dom z oficyną, ul. Kościelna 9, z początku XX,
- szkoła podstawowa (specjalna), ul. Kościuszki 5, 1900–1910,
- Dom Pomocy Społecznej, ul. Partyzancka 8, 1900–10,
- dom z oficyną, ul. Partyzancka 19, z początku XX,
- dom przy ul. Raszkowska 16, 1 ćw. XX,
- dom przy ul. Raszkowska 26, 1900–1910,
- willa przy ul. Raszkowska 47, 1905,
- dom przy Rynek 28, po 1880,
- hotel „Polonia”, Rynek 34, z początku XX,
- dom przy ul. Sienkiewicza 7, z początku XX,
- dom z salą restauracyjną, ul. Spichrzowa 26, 1893,
- dom przy ul. Kolejowa 19, z końca XIX,
- szkoła podstawowa nr 2, ul. Wrocławska 51, 1924–26,
- kamienica przy ul. Zamenhofa 13–13a, 1910–20,
- przepompownia ścieków, ul. Raszkowska 78, 1909,
- wodociągowa wieża ciśnień, komunalna, ul. Parkowa, 1903,

## Galeria

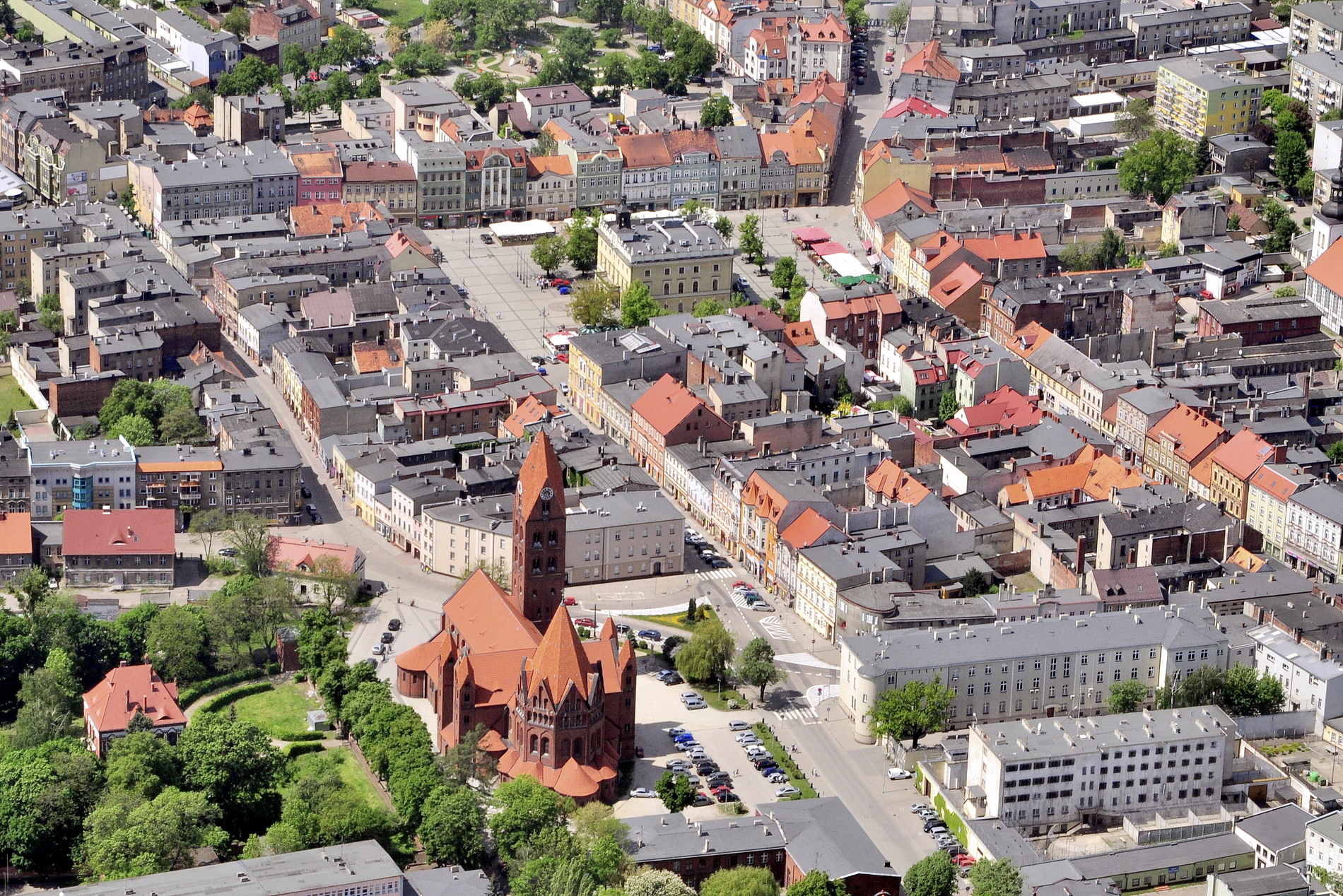
Układ urbanistyczny
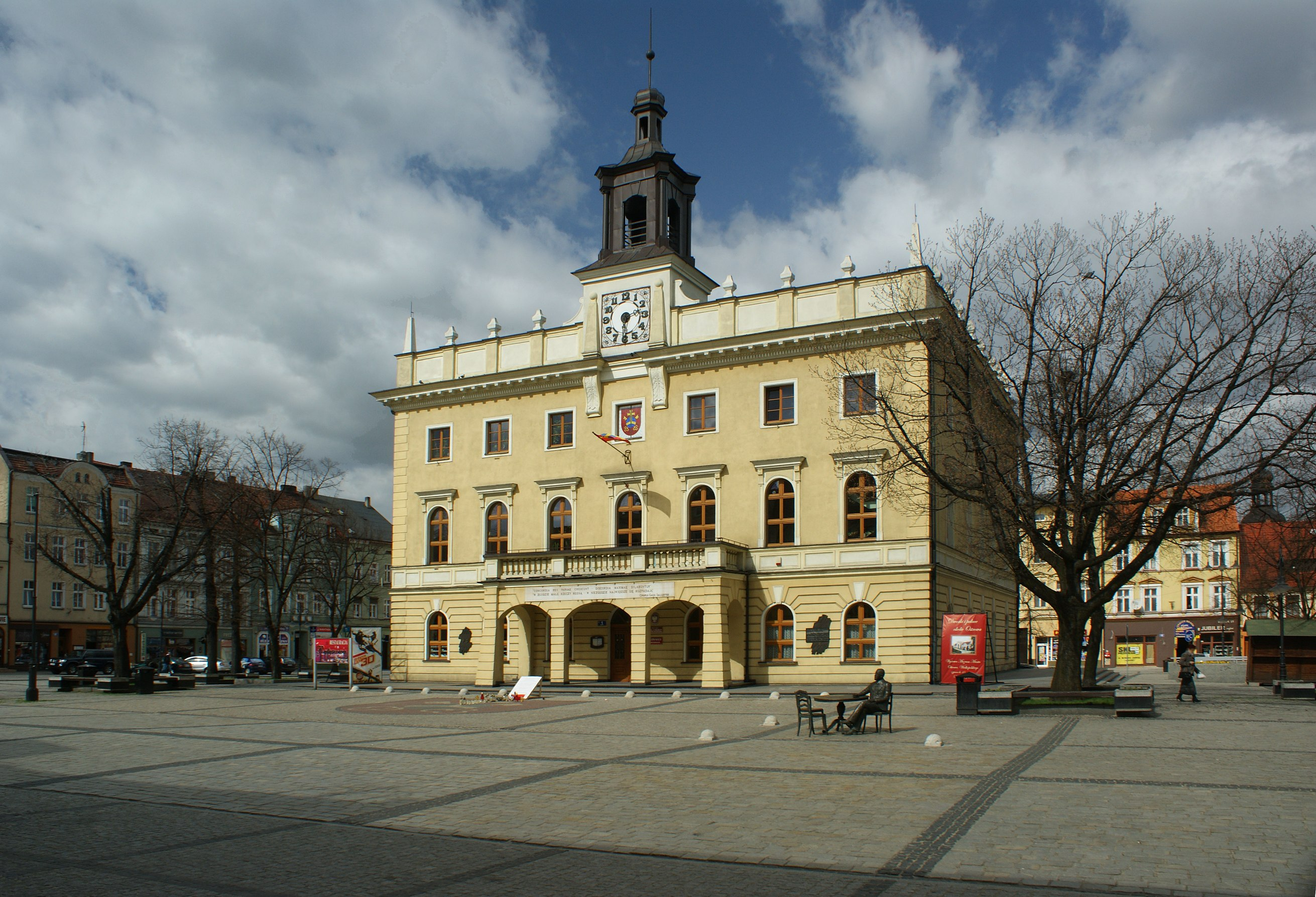
Ratusz miejski
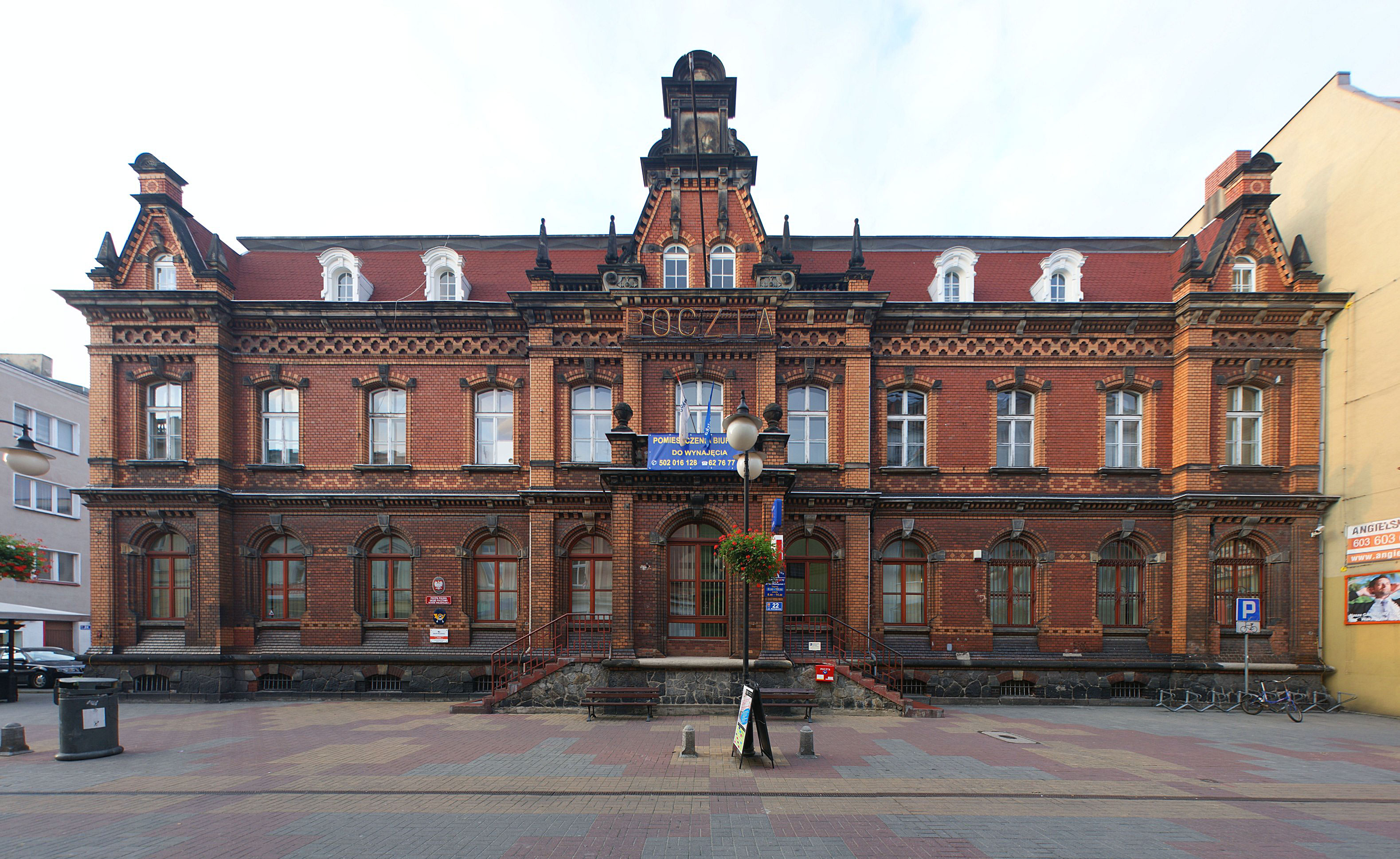
Budynek poczty z 1886 r.
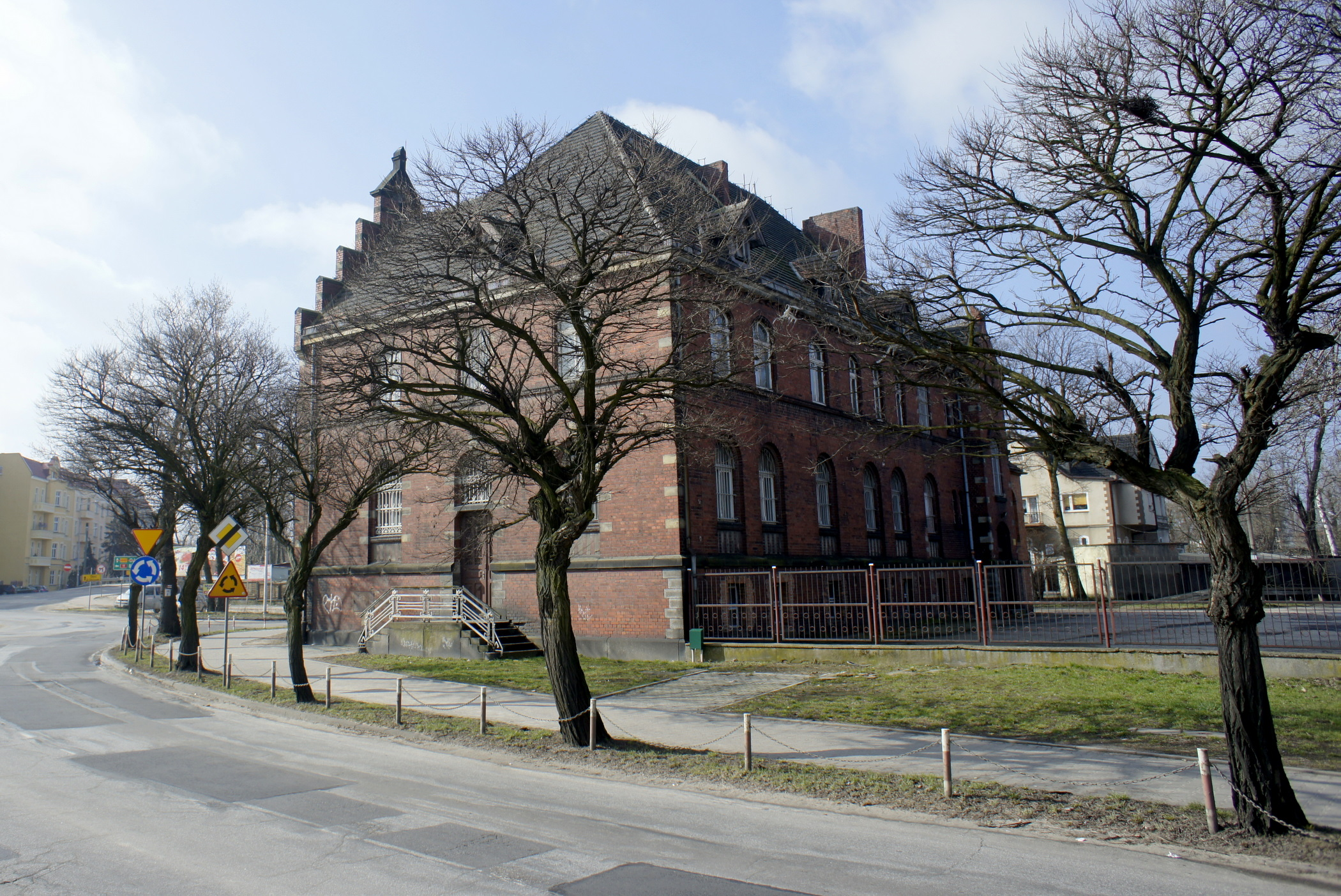
dawny Urząd Celny
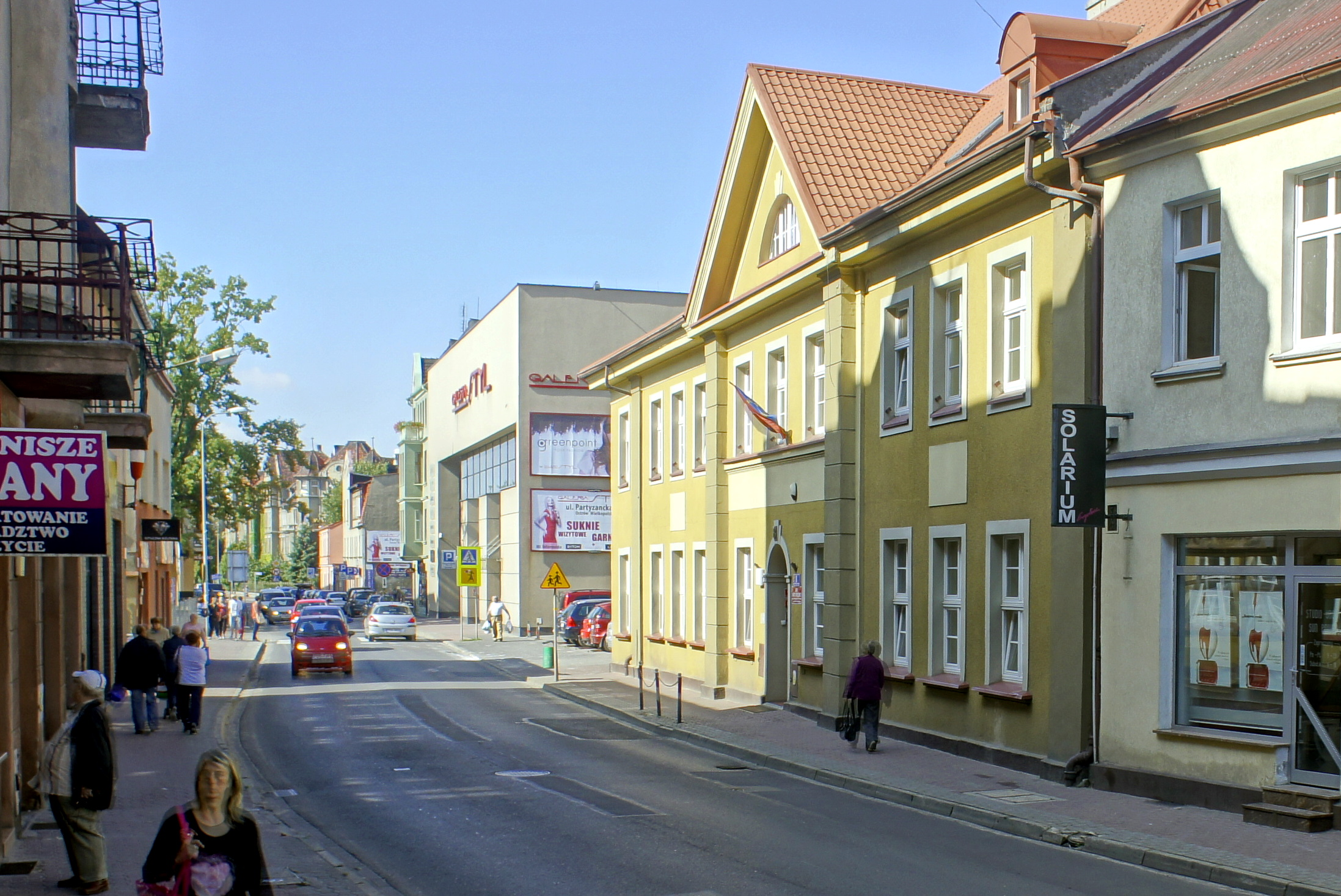
dom pomocy społecznej (1900-1910)
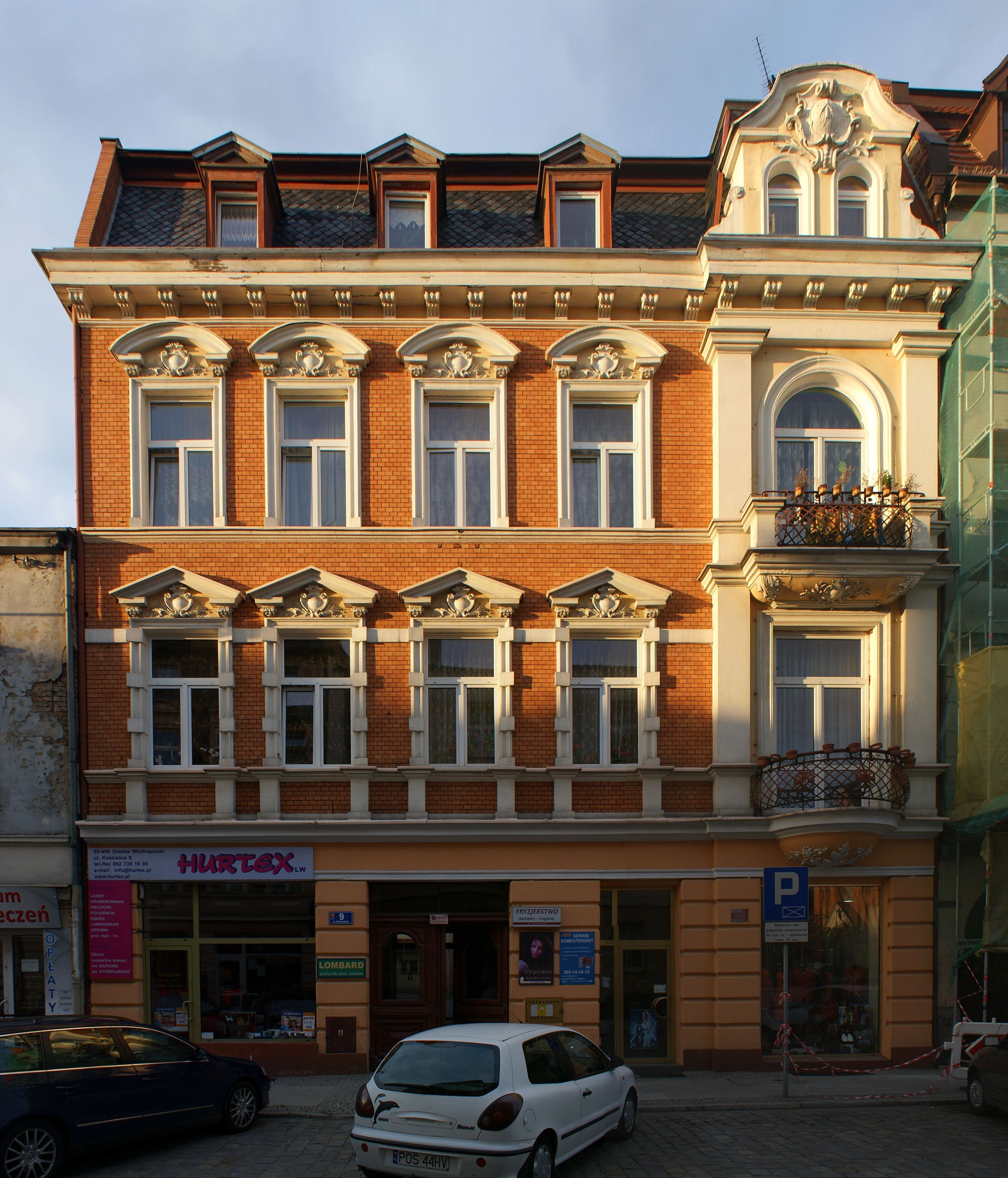
Kamienica z elementami neomanieryzmu, ul. Kościelna 9, początek XX w.
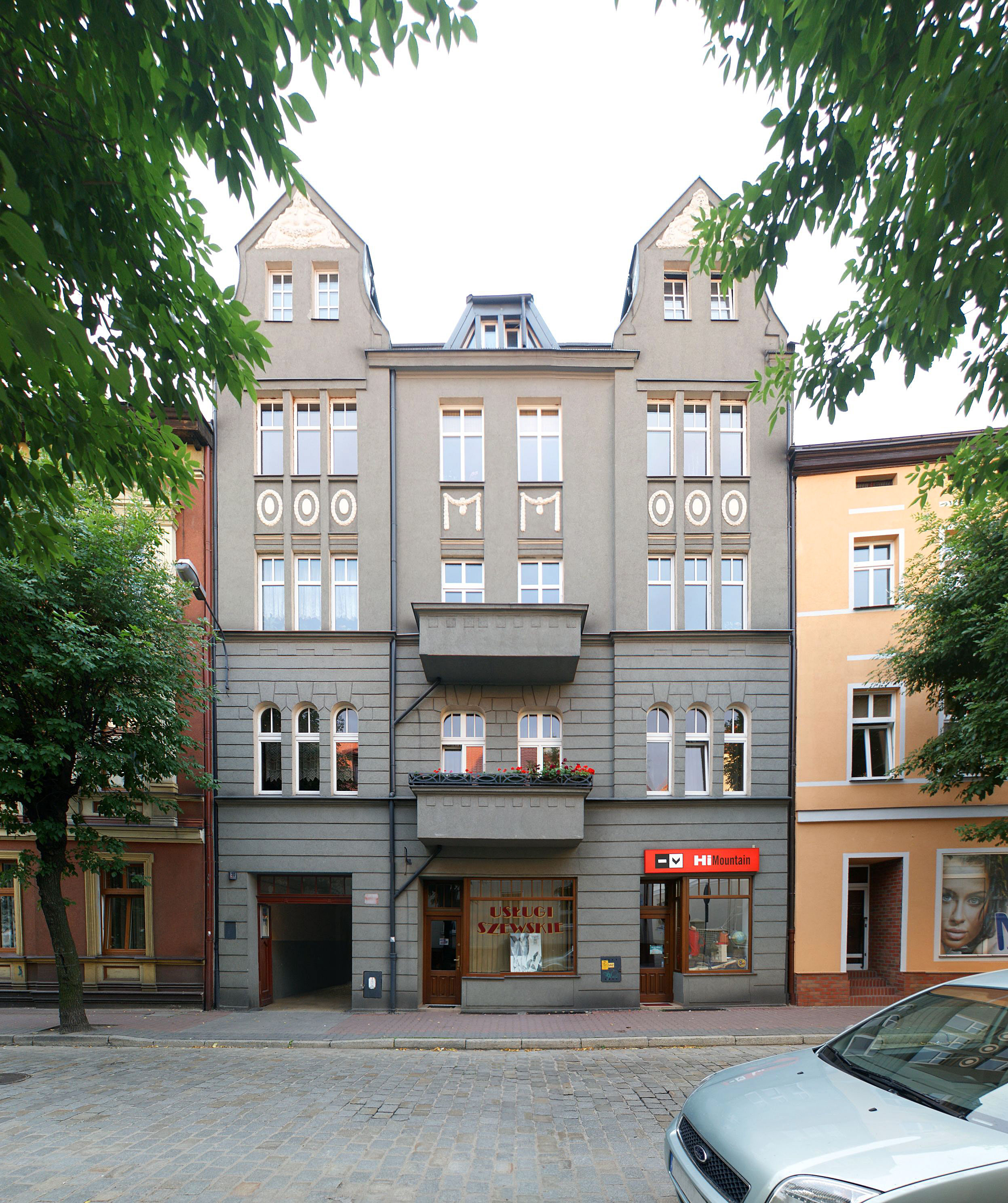
Ul. Gimnazjalna 20
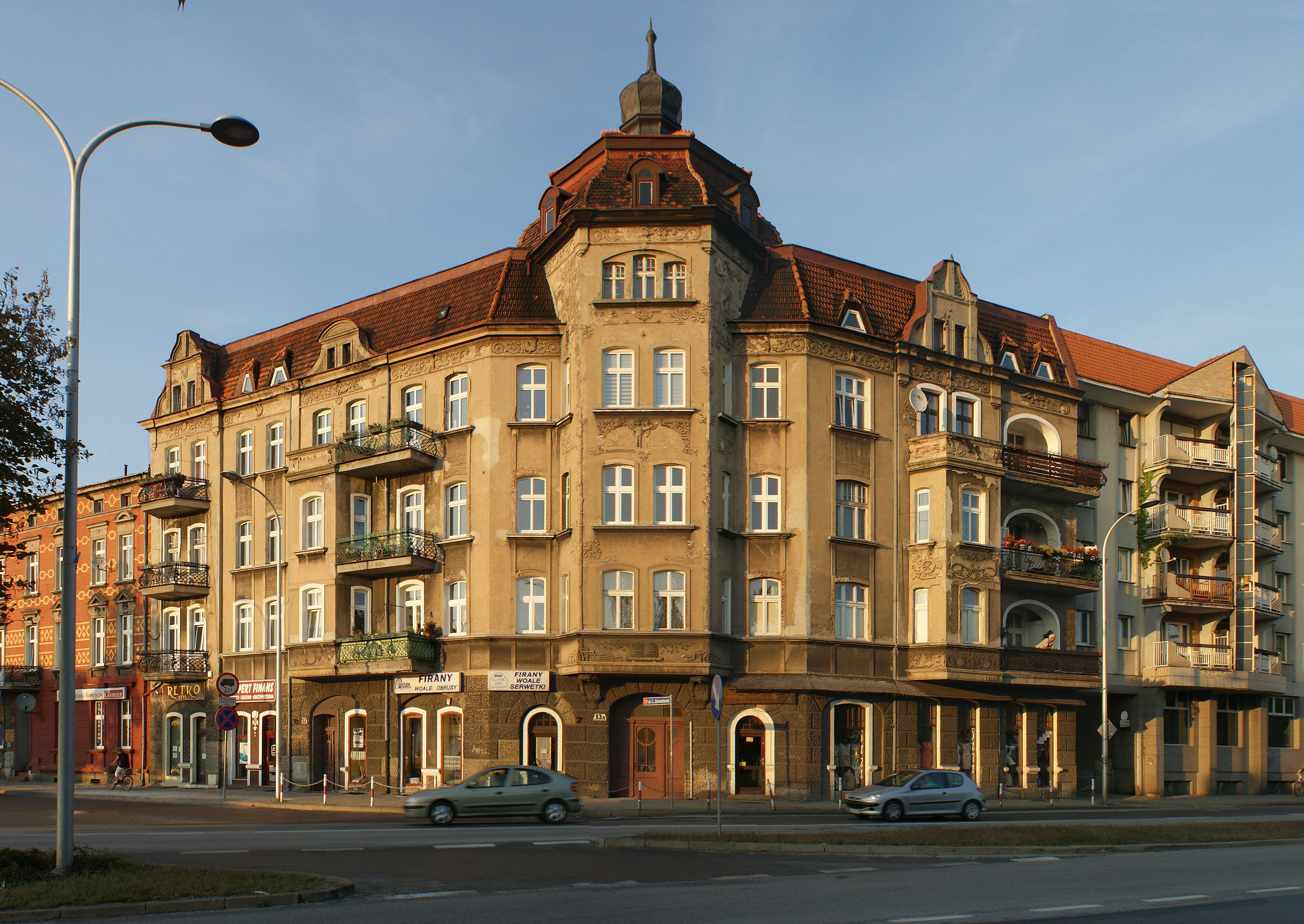
Tzw. kamienica "Pod Aniołami" ul. Zamenhofa 13-13a
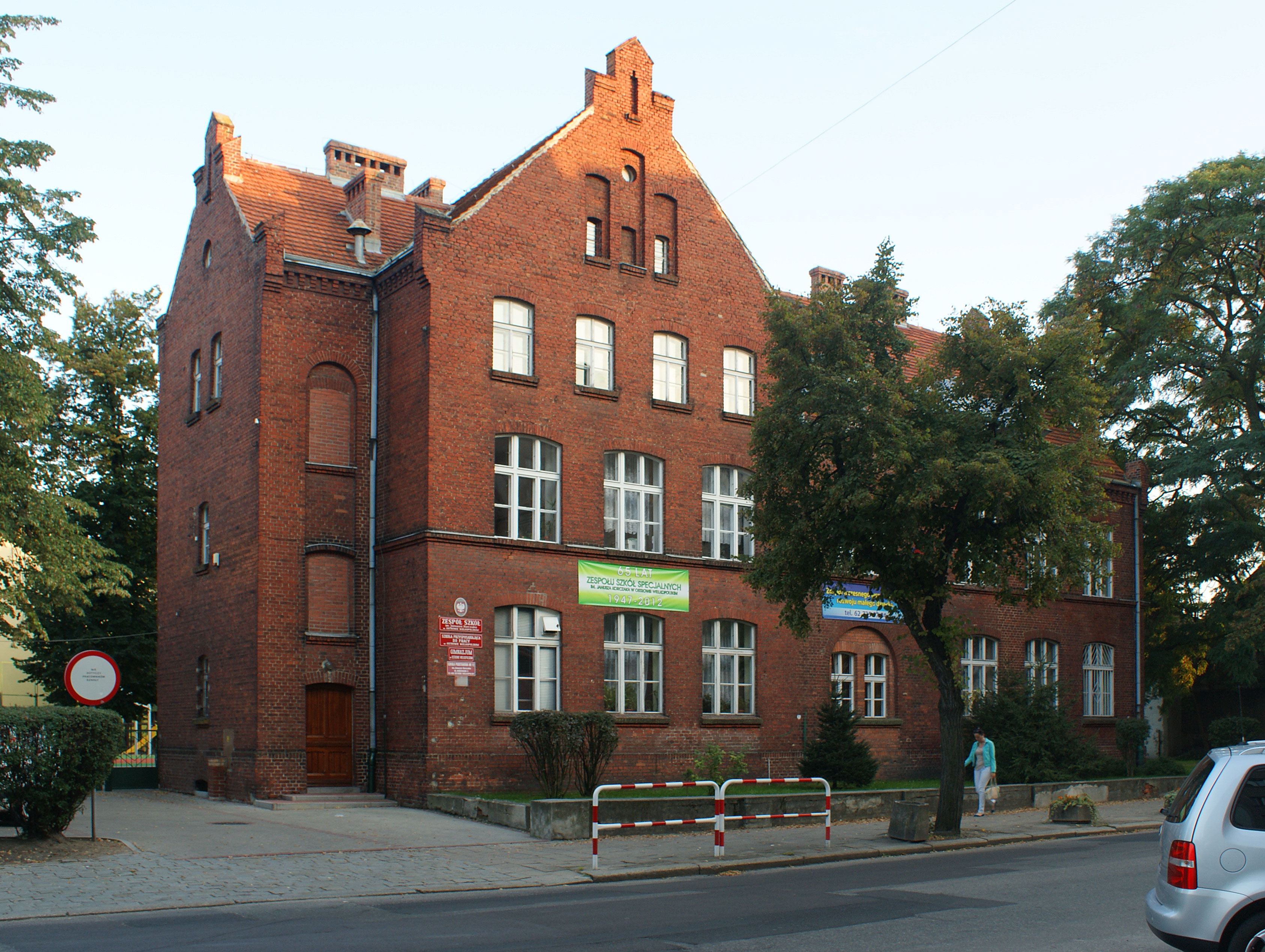
Ul. Kościuszki 5, szkoła
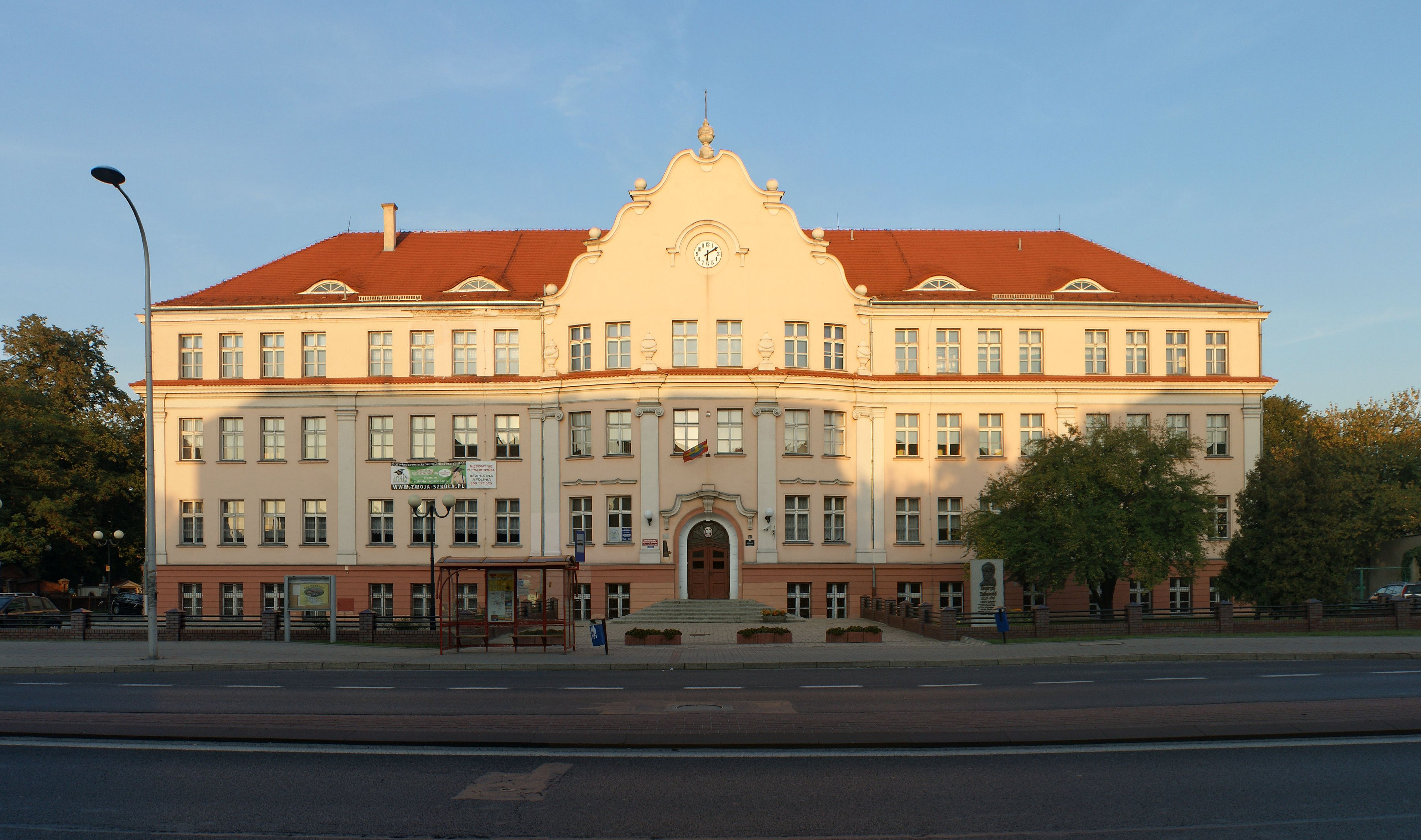
Gimnazjum nr 1, dawniej szkoła podstawowa nr 2 Ewarysta Estkowskiego z lat 1924-1926
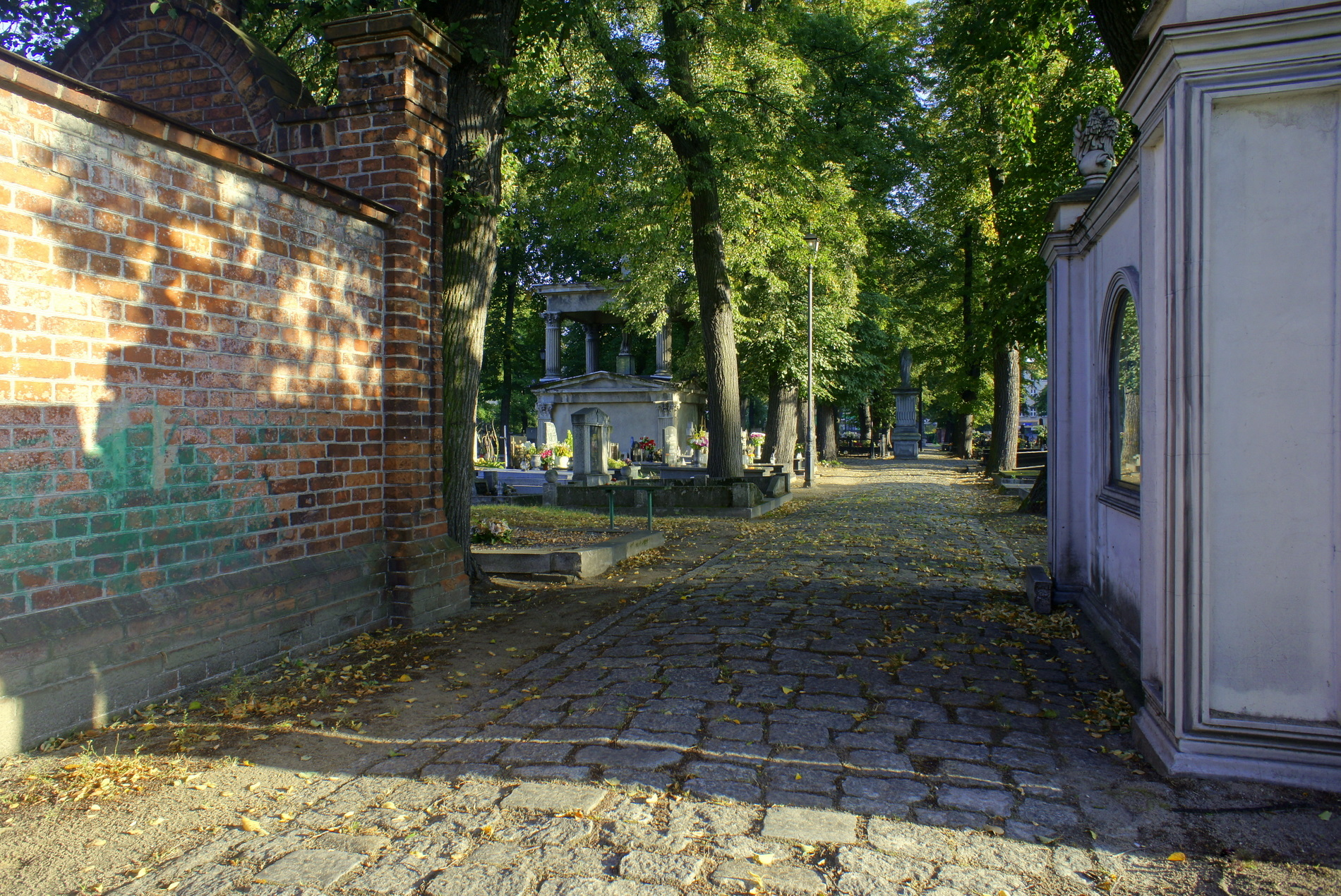
„Stary” cmentarz katolicki
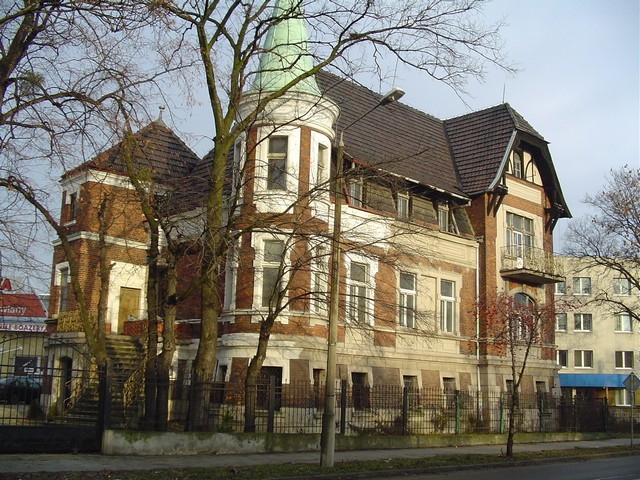
Eklektyczna willa Chrzanowskiego z pocz. XX w. ul. Kaliska 63
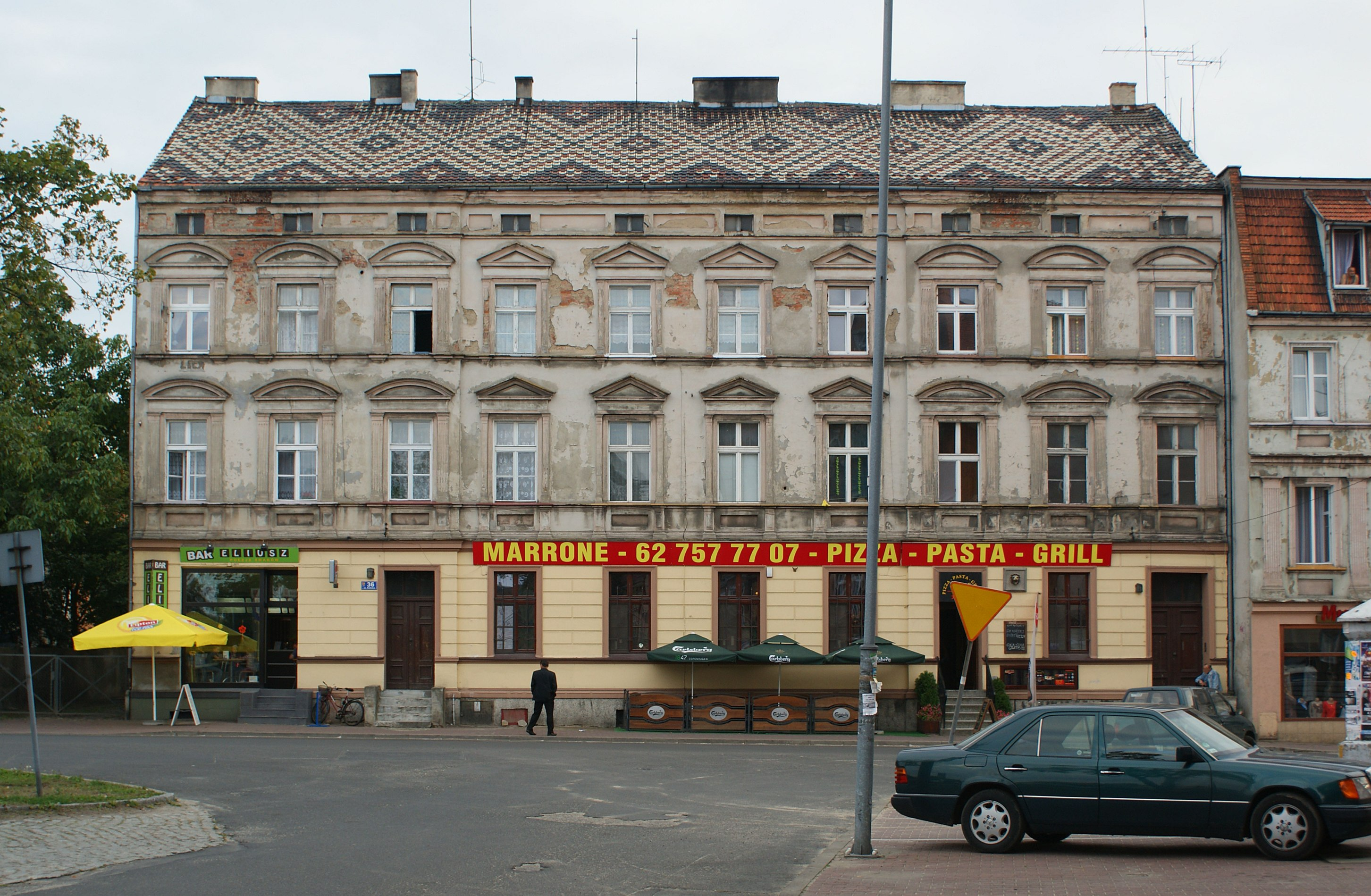
Tzw. kamienica "Pod Lwem" ul. Kaliska 36
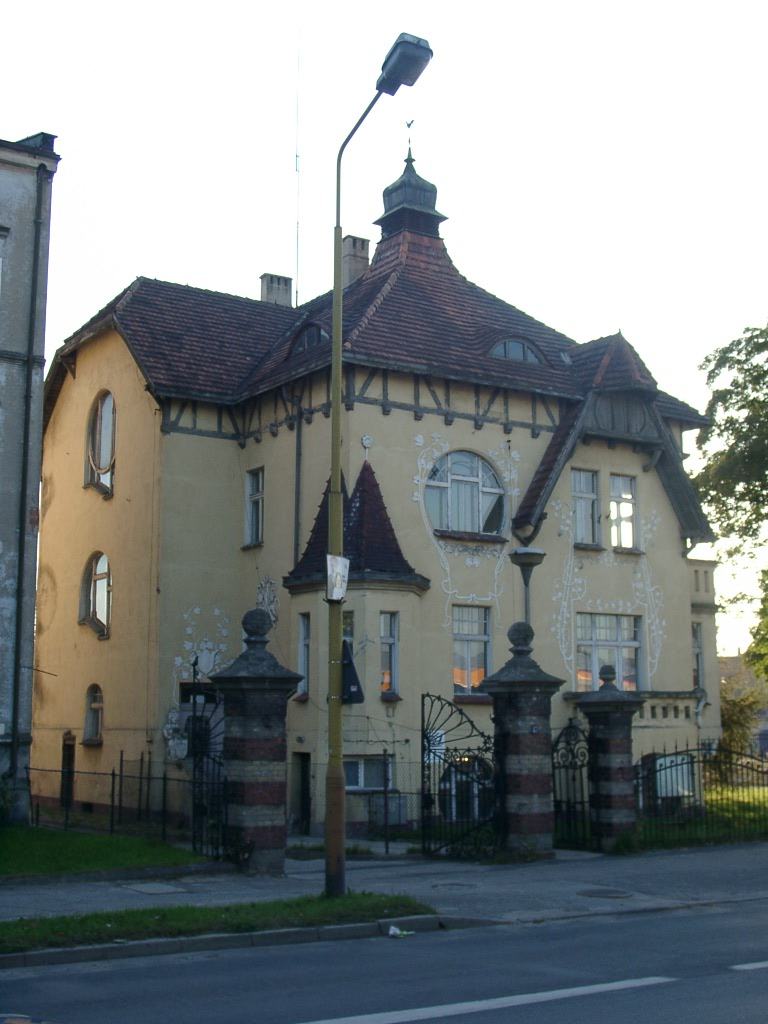
Secesyjna willa Schulza z 1905 r. przy ul. Raszkowskiej 47
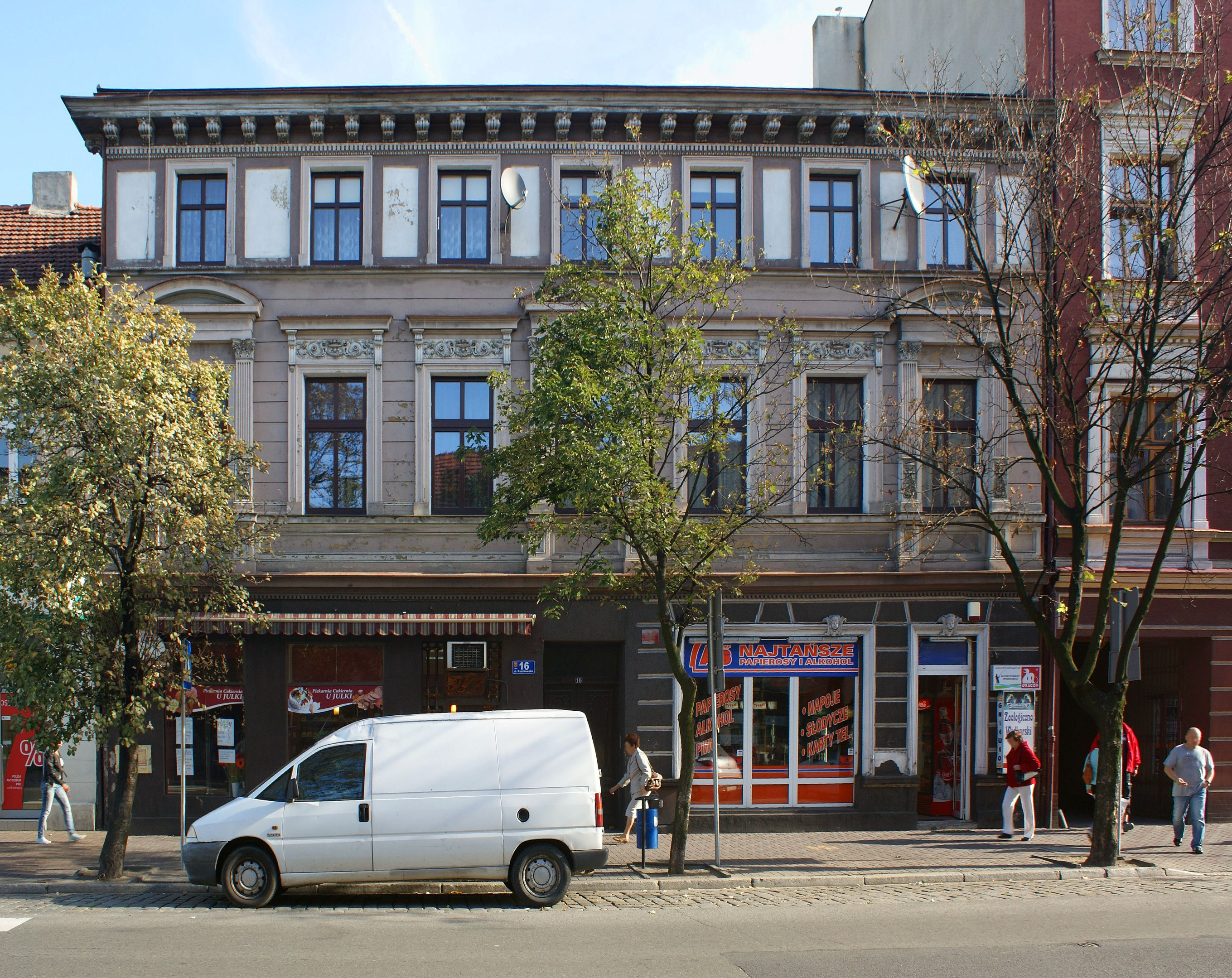
Ul. Raszkowska 16, kamienica z 1. ćw. XX w.
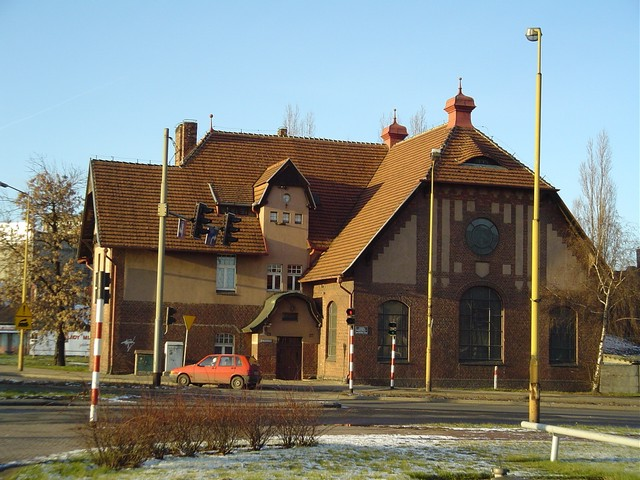
Stara przepompownia ścieków z 1909 r., przy ul. Raszkowskiej 78
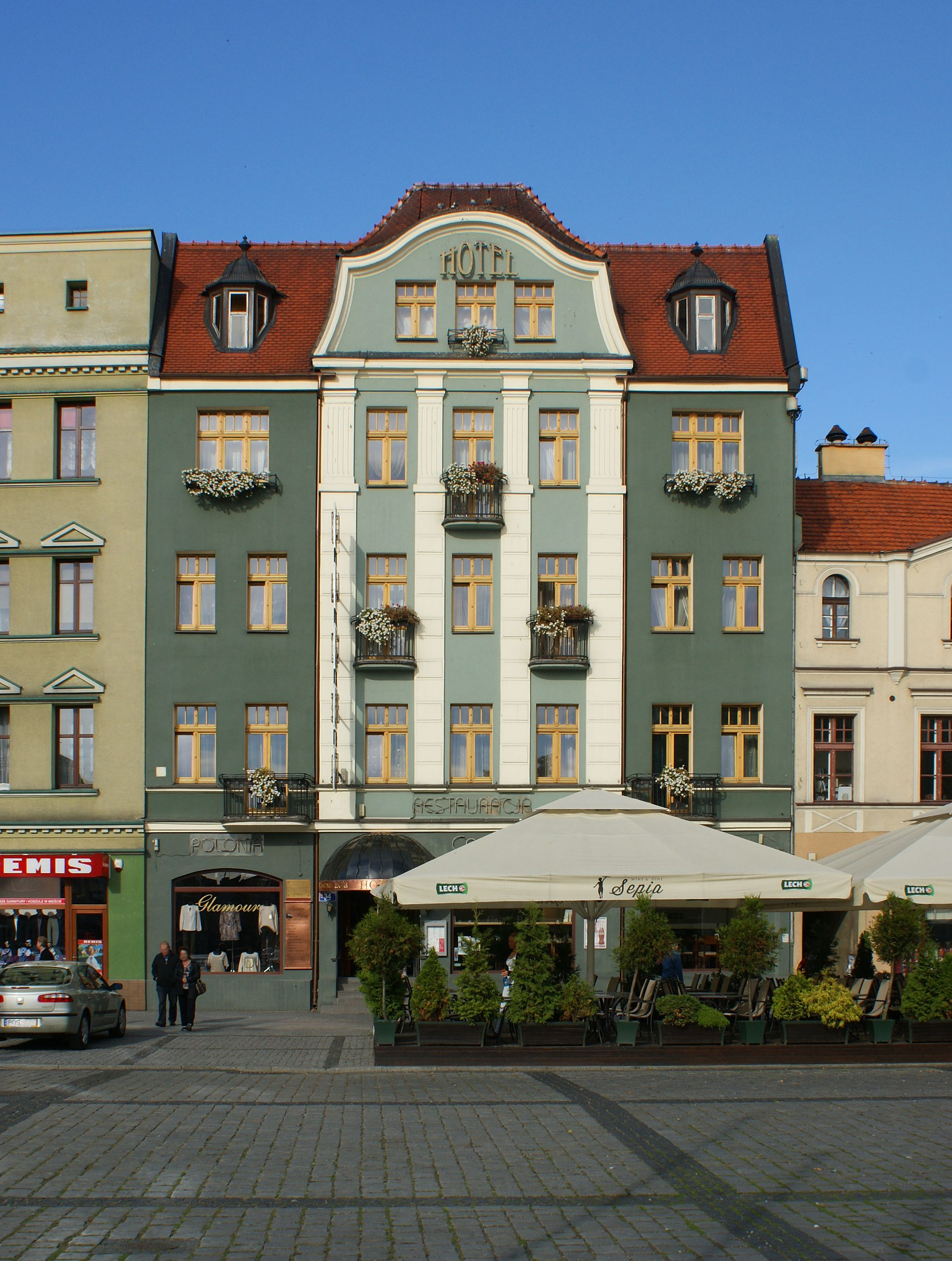
Hotel „Polonia” z początku XX w.
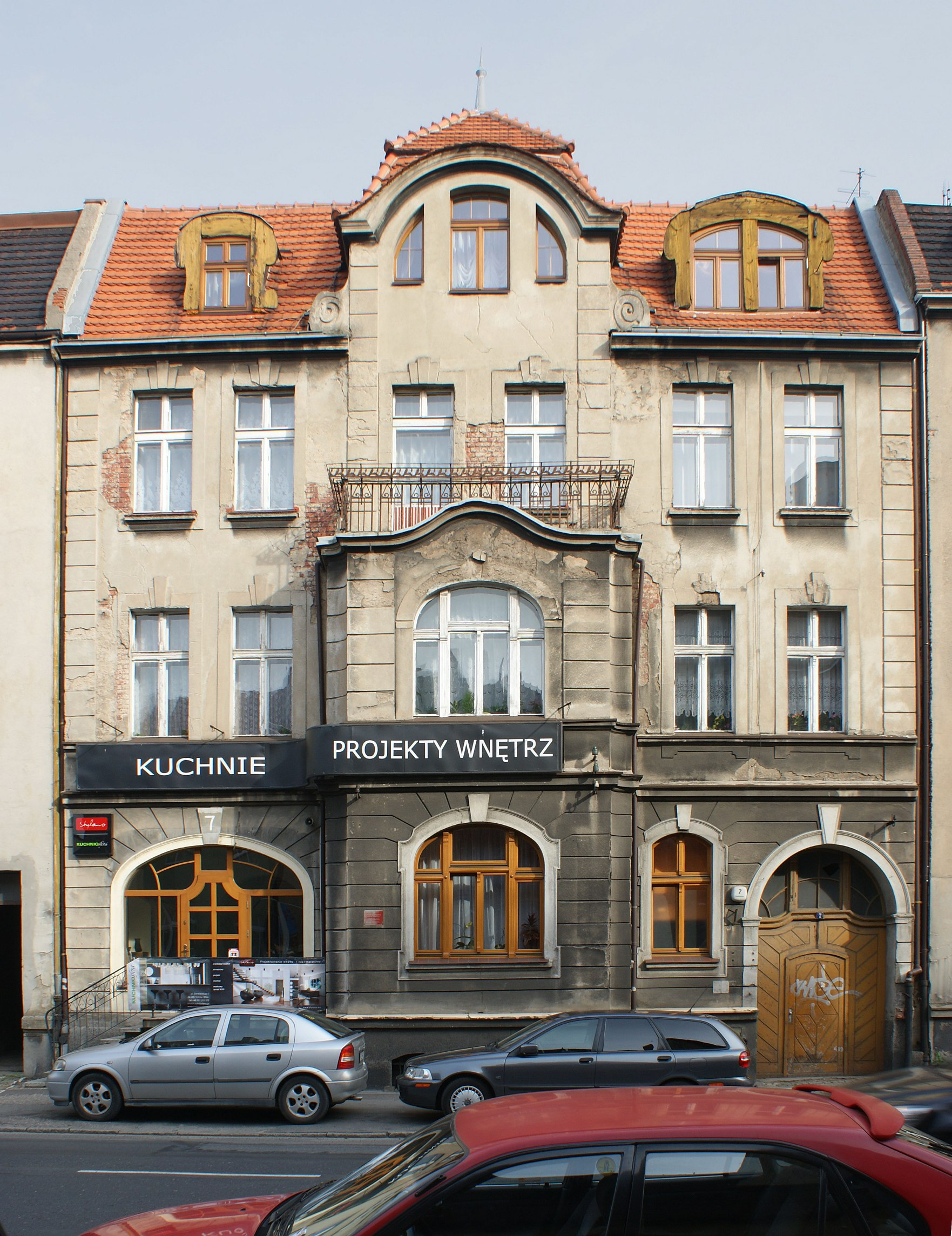
ul. Sienkiewicza 7, kamienica z początku XX w.
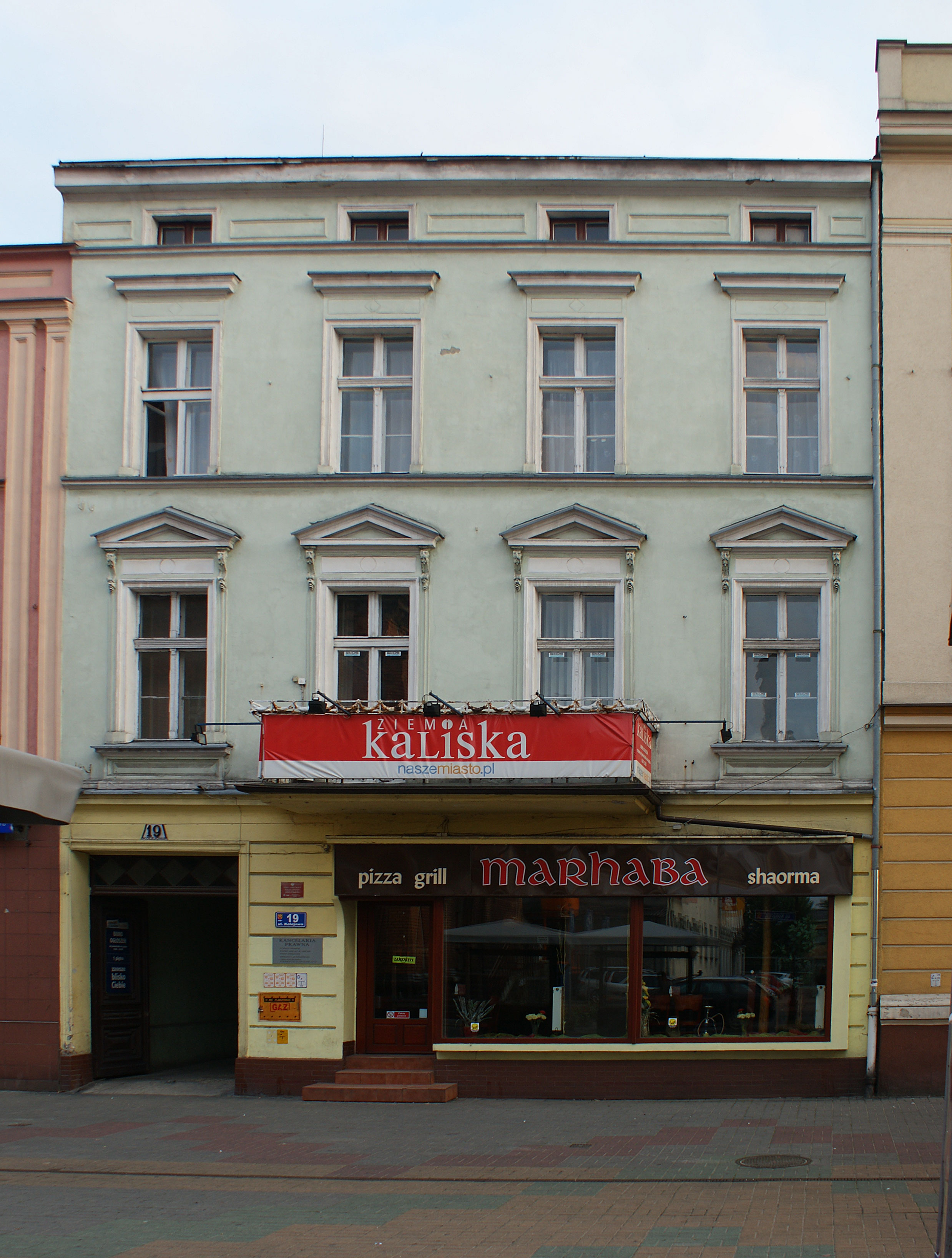
ul. Kolejowa 19 kamienica z końca XIX w.
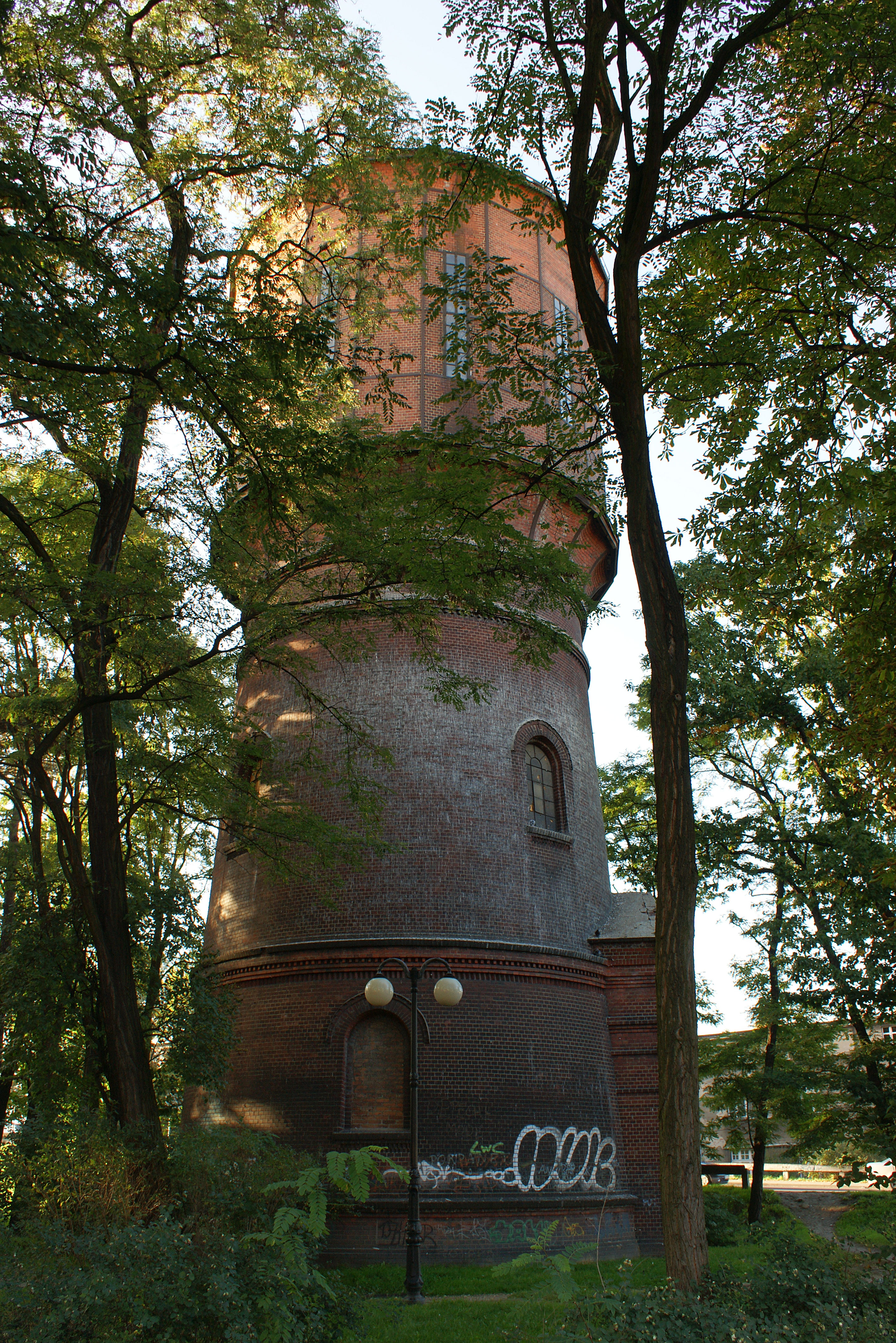
Ul. Parkowa, wieża ciśnień z 1903 r.
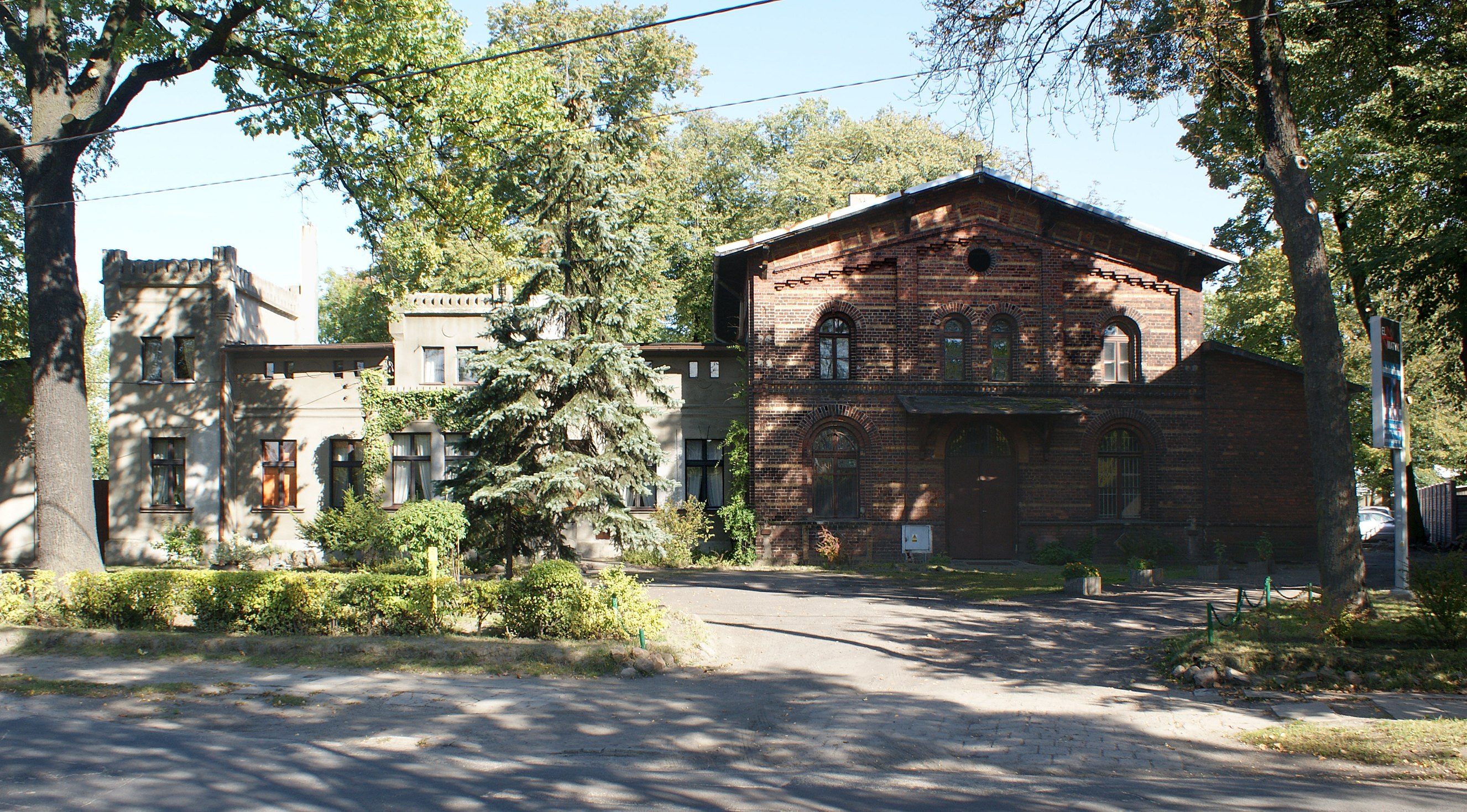
Ul. Spichrzowa 26 dom z salą restauracyjną z 1893 r.